# Tripoli (gemeente)
Tripoli is een Libische gemeente in het noordwesten van het land. Hoofdstad van de gemeente is de stad Tripoli en de gemeente maakt deel uit van Tripolitanië.

## Geografie
Tripoli grenst in het noorden aan de Middellandse Zee. Andere gemeenten waar Tripoli aan grenst zijn:
- Az Zawiyah - westen
- Al Jfara - zuidwesten
- Al Jabal al Gharbi - zuiden
- Al Murgub - oosten

## Geschiedenis
De gemeente had voor de herindeling van 2007 een grootte van 400 km². Bij de herindeling van 2007 werd de gemeente Tajura Wa Al Nawahi AlArba' bij Tripoli toegevoegd, waardoor de grootte 1.830 km² werd. De gemeente telde in 2006
1.065.405 inwoners.
Benghazi ·
Al Butnan ·
Derna ·
Ghat ·
Al Jabal al Akhdar ·
Al Jabal al Gharbi ·
Al Jfara ·
Al Jufrah ·
Al Kufrah ·
Al Marj ·
Misratah ·
Al Murgub ·
Murzuq ·
Nalut ·
An Nuqat al Khams ·
Sabha ·
Sirte ·
Tripoli ·
Wadi Al Hayaa ·
Wadi Al Shatii ·
Al Wahat ·
Az Zawiyah